# ダラスアジアン映画祭
ダラスアジアン映画祭（ダラスアジアンえいがさい、英: Asian Film Festival of Dallas, AFFD）は、毎年7月または8月にアメリカ合衆国テキサス州ダラスで開かれているアジア系の国際映画祭。他にも同時期にニューヨーク・アジア映画祭
なども存在する。

## 概要
これまでに延べ400作品のアジアおよびアジア系アメリカの短編および長編作品を上映してきている。主にダラスのウエスト・ヴィレッジにあるランドマーク・シアターのマグノリア・シアターで開催される。1週間かけて長編映画25から30本、短編映画20本を上映する、アメリカ南西部における最大のアジア系映画祭として注目を集めている。
コンペティション部門に出展された短編および長編作品に審査員賞および観客賞が授与される。
映画配給会社Well Go USA Entertainmentがメインスポンサーとなっている。

## 歴史
2001年に設立され、2002年3月に4日間、第1回映画祭が開催され、『バトル・ロワイアル』ダラスプレミア、『紅夢』や『七人の侍』のようなクラシックの定番を含む5箇国からの長編12本が上映された。ダラス在住で映画監督を目指すMye Hoangが地元の映画ファンに向けてアジア映画を広める目的で創立した。
2003年、期間が1週間に拡大され、審査員賞が設立された。
2016年度から、実写映画やドキュメンタリー、アニメーション、実験映画などの従来の応募部門に女性監督部門が加わり、より幅広いプログラムで作品の募集が行われている。また、映画祭期間中には映画監督とのQ&Aやレッドカーペット、ガラレセプションパーティーなどが行われ、製作者と観客が交流する機会が多数設けられている。
2016年度は日本から荒木哲郎監督の「進撃の巨人」シリーズや、時川英之監督の「シネマの天使」、中村義洋監督の「予告犯」 など23作品が正式出品され、大賀俊二監督の「氷川丸ものがたり」や大友啓史監督の「るろうに剣心 ~京都大火編~」など6作品が賞を受賞し、高い評価を受けている。

## 授賞歴
- 第1回、2002年3月28日-31日
- 第2回、2003年5月22日-30日
- 第3回、2004年8月12日-20日
- 第4回、2005年8月18日-26日
- 第5回、2006年8月3日-10日
- 第6回、2007年8月23日-30日
- 第7回、2008年8月14日-21日
- 第8回、2009年7月17日-23日
  - 観客賞：イップ・マン 序章（中国、香港）
- 第9回、2010年7月23日-29日
  - 観客賞：小さな村の小さなダンサー（英語版）（オーストラリア、アメリカ）
- 第10回、2011年7月14日-21日[6]
  - 短編ドキュメンタリー賞：A Woman Named Canyon Sam（アメリカ）
- 第11回、2012年7月12日-19日[7]
  - 審査員特別賞：Give Up Tomorrow（アメリカ、イギリス）
- 第12回、2013年7月11日-18日[8]
  - フェスティバル賞：Revenge Flame of Hayabusa（アメリカ）
  - ドキュメンタリー賞：Before You Know It（アメリカ）
  - 短編ドラマ賞：Sahasi Chori（ネパール、インド）
- 第13回、2014年7月10日-17日[9][10]
  - 長編物語賞/撮影賞：Late Spring（韓国）
  - 芸術監督賞：Funny Money（ベトナム）
  - 短編深夜上映賞：Mr. Rabbit/Usagi-san（アメリカ）
  - 短編ドキュメンタリー賞：I am Grace（アメリカ、韓国）
  - アジア系アメリカン長編物語賞：Man from Reno（アメリカ）
  - 俳優賞：Innocent Blood（アメリカ）Lance Lim
  - アジア映画賞：Piprabidya（バングラデシュ）
  - 観客賞：髑髏城の七人（日本）
- 第14回、2015年7月16日-23日[11]
  - 演技賞：When Mom Visits（アメリカ）
- 第15回、2016年7月14日-21日[12]
  - 観客賞：るろうに剣心 京都大火編（日本）
  - 短編実験映画賞：Nail House（中国）
  - 短編ドラマ賞：Somebody Else（中国）
  - フィクション物語賞：Flip Flops（中国、香港）
  - 短編ドキュメンタリー賞：Fall Seven Times, Get Up Eight: The Japanese War Brides（アメリカ、日本）
  - 短編ドラマ賞：The Apology（日本、アメリカ）
  - 長編物語賞：Port of Call（香港）
  - 最優秀短編賞：どす恋ミュージカル（日本）
  - 審査員特別賞：Finding Cleveland（アメリカ）/サムライと愚か者 -オリンパス事件の全貌（日本、フランス、ドイツ、イギリス、スウェーデン、デンマーク）
- 第16回、2017年7月13日-20日[13]
  - 観客賞：乱鶯（日本）
  - 短編ドラマ賞：Flip the Record（アメリカ、フィリピン）
  - ドキュメンタリー観客賞、審査員特別賞：Mixed Match（カナダ、アメリカ）
- 第17回、2018年7月19日-26日[14]
  - 短編ドラマ賞：Mad Rush（韓国）
  - 短編深夜上映賞：The Masseuse（マレーシア）
- 第18回、2019年7月18日-25日[15]
  - 短編実験映画賞：Last Choice（アメリカ、台湾、日本）
  - 最優秀短編賞：The Visit（アメリカ、台湾）
- 第19回、2020年コロナウィルスの世界的蔓延により中止
- 第20回、2021年11月12日-14日
- 第21回、2022年7月21日-24日
- 第22回、2023年7月13日-16日

## 日本関連作品の出品記録
日本映画および日本に関連する映画作品を以下に示す。
- 第1回、2002年3月28日-31日
  - バトル・ロワイアル 深作欣二
  - CURE 黒沢清
  - 七人の侍 黒澤明
  - バンパイアハンターD 川尻善昭
- 第2回、2003年5月22日-30日
  - リリイ・シュシュのすべて 岩井俊二
  - オーディション 三池崇史
  - 漂流街（英語版） 三池崇史
  - DEAD OR ALIVE FINAL 三池崇史
  - ガメラ2 レギオン襲来 金子修介（本編）樋口真嗣（特撮）
  - ガメラ3 邪神覚醒 金子修介（本編）樋口真嗣（特撮）
  - 極道戦国志 不動 三池崇史
  - カタクリ家の幸福 三池崇史
  - ピストルオペラ 鈴木清順
  - | ビジターQ 三池崇史
  - ウォーターボーイズ 矢口史靖
- 第3回、2004年8月12日-20日
  - After the Apocalypse Yasuaki Nakajima
  - ゴジラ・モスラ・キングギドラ 大怪獣総攻撃 金子修介（本編）神谷誠（特撮）
  - 呪怨 清水崇
  - リング 中田秀夫
  - TAMALA2010 a punk cat in space t.o.L
  - 海は見ていた 熊井啓
  - VERSUS 北村龍平
  - 座頭市 北野武
- 第4回、2005年8月18日-26日
  - Arakimentari Travis Klose
  - 仄暗い水の底から 中田秀夫
  - Dolls 北野武
  - ゴジラ FINAL WARS 北村龍平（本編）浅田英一（特撮）
  - 極道恐怖大劇場 牛頭 GOZU 三池崇史
  - 下妻物語 中島哲也
  - 地球で最後のふたり ペンエーグ・ラッタナルアーン
- 第5回、2006年8月3日-10日
  - めぐみ 引き裂かれた家族の30年 クリス・シェリダン、パティ・キム
  - 魁!!クロマティ高校 山口雄大
  - デス・トランス 下村勇二
  - ナイスの森〜The First Contact〜 ナイスの森
  - ゴジラ
  - 頭文字D アンドリュー・ラウ、アラン・マック
  - Only the Brave Lane Nishikawa
  - 甲賀忍法帖 下山天
  - 妖怪大戦争 三池崇史
  - 電車男 村上正典
- 第6回、2007年8月23日-30日
  - 秒速5センチメートル 新海誠
  - ミリキタニの猫 リンダ・ハッテンドーフ
  - オトシモノ 古澤健
  - 花よりもなほ 是枝裕和
  - フラガール 李相日
  - 武士の一分 山田洋次
  - The Great Happiness Space Jake Clennell
  - 茶の味 石井克人
- 第7回、2008年8月14日-21日
  - 魁!!男塾 坂口拓
  - 黒帯 KURO-OBI 長崎俊一
  - Fire Under the Snow Makoto Sasa
  - L change the WorLd 中田秀夫
  - 片腕マシンガール 井口昇
  - 舞妓Haaaan!!! 水田伸生
  - 東京残酷警察 西村喜廣
- 第8回、2009年7月17日-23日
  - 881 歌え!パパイヤ ロイストン・タン
  - ICHI 曽利文彦
  - 母べえ 山田洋次
  - 蟲師 大友克洋
  - 猫ラーメン大将 河崎実
  - サムライ・アベンジャー/復讐剣 盲狼 光武蔵人
- 第9回、2010年7月23日-29日
  - ウルルの森の物語 長沼誠
  - カムイ外伝 崔洋一
  - ロボゲイシャ 井口昇
  - サマーウォーズ 細田守
  - しんぼる 松本人志
- 第10回、2011年7月14日-21日
  - バトル・ロワイアル 深作欣二
  - 電人ザボーガー 井口昇
  - 七人の侍 黒澤明
  - ゼブラーマン -ゼブラシティの逆襲- 三池崇史
- 第11回、2012年7月12日-19日
  - 逆転裁判 三池崇史
  - China Heavyweight Yung Chang
  - ギョ
  - 一命 三池崇史
  - 藪の中の黒猫 新藤兼人
  - 椿三十郎 森田芳光
  - さや侍 松本人志
- 第12回、2013年7月11日-18日
  - ベルセルク黄金時代篇 I 覇王の卵 II ドルドレイ攻略 窪岡俊之
  - BLOOD-C 水島努
  - 鍵泥棒のメソッド 内田けんじ
  - 図書館戦争 佐藤信介
  - るろうに剣心 大友啓史
  - Sake-Bomb Junya Sakino
- 第13回、2014年7月10日-17日
  - 黒執事 大谷健太郎、さとうけいいち
  - BUSHIDO
  - 少女は異世界で戦った 金子修介
  - KILLERS キラーズ モー・ブラザーズ
  - ルパン三世 カリオストロの城 宮崎駿
  - Man from Reno Dave Boyle
  - サカサマのパテマ 吉浦康裕
  - 超高速!参勤交代 本木克英
  - 山椒大夫 溝口健二
  - 髑髏城の七人 いのうえひでのり
  - 地獄でなぜ悪い 園子温
- 第14回、2015年7月16日-23日
  - 紙の月 吉田大八
  - シレンとラギ いのうえひでのり
  - ソロモンの偽証 成島出
  - カタクリ家の幸福 三池崇史
  - 渇き。 中島哲也
- 第15回、2016年7月14日-21日
  - 進撃の巨人
  - 氷川丸ものがたり 大賀俊二
  - るろうに剣心 京都大火編
  - るろうに剣心 伝説の最後編
  - サムライと愚か者 -オリンパス事件の全貌
  - 超高速!参勤交代リターンズ
  - ストレイヤーズ・クロニクル 瀬々敬久
  - 残穢 中村義洋
  - THE SKY-BLUE SYMPHONY: THE STORY OF THE KOREAN SCHOOLS IN JAPAN
  - 残菊物語
  - オオカミ少女と黒王子
- 第16回、2017年7月13日-20日
  - 乱鶯 いのうえひでのり - ‘’’観客賞’’’
  - 淵に立つ 深田晃司
  - 22年目の告白 -私が殺人犯です- 入江悠
  - ピーチガール
- 第17回、2018年7月19日-26日
  - 三尺魂 加藤悦生
  - 曇天に笑う
  - ミスミソウ
  - ぼくらの亡命
  - ガチ星
  - 8年越しの花嫁 キミの目が覚めたなら
  - 東京流れ者
- 第19回、2020年コロナウィルスの世界的蔓延により中止
- 第20回、2021年11月12日-14日
  - くしゃみ 高島優毅 （短編）
  - CURE 黒沢清
  - Who Is Lun*na Menoh? Jeff Mizushima
- 第21回、2022年7月21日-24日
  - ベイビーわるきゅーれ 阪元裕吾
  - I want to hear the word on the street 高島優毅 （短編）
  - 利用規約の男 高島優毅 （短編）
  - 蜘蛛 後藤美波 （短編/WOMEN’S SHOWCASE FILM）
  - Veils なかやまえりか （短編/WOMEN’S SHOWCASE FILM）
  - ケイコ 目を澄ませて 三宅唱
  - 黄龍の村 阪元裕吾
- 第22回、2023年7月13日-16日
  - マリッジカウンセラー 前田直樹
  - ニュー・レリジョン Keishi Kondo
  - A Dawn at Minato City Sergey Vlasov
  - 修羅天魔～髑髏城の七人 Season極 いのうえひでのり